# Férfi távolugrás a 2015. évi nyári európai ifjúsági olimpiai fesztiválon
A 2015. évi nyári európai ifjúsági olimpiai fesztiválon az atlétikai versenyszámokat Tbilisziben rendezték. A férfi távolugrás versenyének selejtezőjére július 27.-én került sor, a döntőt pedig július 29.-én rendezték.

## Rekordok
A versenyt megelőzően a következő rekordok voltak érvényben:
| Ifjúsági világrekord | Luis Alberto Bueno (Kuba) | 8.25 m |
| EYOF rekord          | Guellet Yassin (Belgium)  | 7.56 m |

## Selejtező
Az összesített eredmények alapján a legjobb eredménnyel rendelkező 12 atléta jutott a döntőbe.  
- (+/–0,0): szélmérés

| H  | Csoport | Név                   | Nemzet           | 1           | 2           | 3           | E    | Mj   |
| -- | ------- | --------------------- | ---------------- | ----------- | ----------- | ----------- | ---- | ---- |
| 1  | A       | Enzo Hodebar          | Franciaország    | x           | 6.59 (-1,2) | 6.99 (-0,5) | 6.99 | Q    |
| 2  | B       | Uladzislau Bulakhau   | Fehéroroszország | 6.39 (-1,5) | 6.49 (-0,9) | 6.86 (-0,7) | 6.86 | Q SB |
| 3  | B       | Eduard Sardarian      | Oroszország      | 6.46 (-0,3) | 6.84 (-0,2) | x           | 6.84 | Q    |
| 4  | A       | Vilem Strasky         | Csehország       | x           | x           | 6.79 (-0,7) | 6.79 | q    |
| 5  | B       | Daniel Ryan           | Írország         | 6.21 (-1,1) | 6.69 (-0,8) | 6.75 (-1,1) | 6.75 | q    |
| 6  | A       | Carlos Elysee Kouassi | Svájc            | 6.58 (-0,4) | 6.51 (+0,8) | 6.68 (-1,1) | 6.68 | q    |
| 7  | A       | Michael Isima Obasuyi | Belgium          | 6.26 (-1,0) | 6.68 (-0,7) | 6.35 (-1,4) | 6.68 | q    |
| 8  | B       | Leveleki Bence Miklós | Magyarország     | x           | 6.54 (-0,8) | 6.62 (-0,7) | 6.62 | q    |
| 9  | B       | Mattia Zagotto        | Olaszország      | 6.61 (-0,9) | x           | 6.38 (-1,5) | 6.61 | q    |
| 10 | A       | Bogdan Ioan Sitoianu  | Románia          | 6.58 (-0,4) | 6.48 (-1,0) | x           | 6.58 | q    |
| 11 | A       | Artem Zasukha         | Ukrajna          | 6.50 (-0,6) | 6.52 (-0,7) | 6.42 (-0,8) | 6.52 | q    |
| 12 | A       | Rafayel Shtayan       | Örményország     | 6.29 (-1,5) | 6.44 (-0,3) | 6.42 (0,0)  | 6.44 | q    |
| 13 | B       | Roman Badridze        | Grúzia           | 6.43 (-1,4) | 6.35 (-1,1) | 6.42 (-1,1) | 6.43 |      |
| 14 | B       | Lauri Hulleman        | Hollandia        | x           | 5.64 (-0,6) | 6.41 (-0,9) | 6.41 |      |
| 15 | A       | Ernes Kozar           | Koszovó          | 6.41 (-0,7) | x           | 6.23 (-0,5) | 6.41 |      |
| 16 | B       | Zilavy Marcel         | Szlovákia        | 5.74 (-0,9) | 6.13 (-0,2) | 6.40 (-1,0) | 6.40 |      |
| 17 | A       | Algirdas Strelciunas  | Litvánia         | 6.36 (-0,2) | x           | 6.25 (-0,7) | 6.36 |      |
| 18 | B       | Marko Ceko            | Horvátország     | x           | 6.27 (-1,0) | 6.17 (-0,5) | 6.27 |      |
| 19 | A       | Edmunds Ivanovs       | Lettország       | 6.24 (-1,2) | x           | x           | 6.24 |      |
| 20 | A       | Rustam Shukurov       | Azerbajdzsán     | 6.19 (-0,6) | 6.09 (-0,6) | 6.19 (-0,3) | 6.19 |      |

## Döntő
| H     | Név                   | Nemzet           | 1           | 2           | 3           | 4           | 5           | 6           | E    | Mj |
| ----- | --------------------- | ---------------- | ----------- | ----------- | ----------- | ----------- | ----------- | ----------- | ---- | -- |
| Arany | Enzo Hodebar          | Franciaország    | 6.97 (+1,0) | 7.32 (+2,8) | 6.79 (+0,3) | -           | -           | -           | 7.32 |    |
| Ezüst | Bogdan Ioan Sitoianu  | Románia          | 5.28 (0,0)  | 6.89 (+0,8) | 6.56 (+1,6) | 6.39 (0,0)  | 6.47 (+0,7) | 6.68 (+0,0) | 6.89 | PB |
| Bronz | Uladzislau Bulakhau   | Fehéroroszország | x           | 6.82 (+2,3) | 6.49 (+0,5) | 6.87 (+0,9) | 6.88 (+2,1) | 6.49 (+0,0) | 6.88 |    |
| 4     | Daniel Ryan           | Írország         | 6.41 (+2,1) | 6.77 (+0,0) | 6.46 (-1,0) | x           | x           | 6.84 (+1,2) | 6.84 |    |
| 5     | Eduard Sardarian      | Oroszország      | 6.48 (+2,2) | 6.84 (+0,9) | 6.74 (+0,1) | 6.48 (-0,3) | 6.63 (+0,8) | 6.63 (-1,1) | 6.84 |    |
| 6     | Leveleki Bence Miklós | Magyarország     | 6.57 (+2,4) | 6.75 (+2,8) | 6.83 (+2,4) | 6.56 (-0,2) | 6.49 (0,0)  | 6.82 (+0,4) | 6.83 |    |
| 7     | Rafayel Shtayan       | Örményország     | 6.77 (+2,9) | 6.53 (+2,2) | 6.24 (+1,1) | 5.85 (-0,6) | x           | 6.58 (+0,5) | 6.77 |    |
| 8     | Carlos Elysee Kouassi | Svájc            | x           | 6.72 (+1,1) | 6.56 (0,0)  | 6.18 (+0,9) | 6.55 (-0,9) | 6.23 (-0,3) | 6.72 |    |
| 9     | Michael Isima Obasuyi | Belgium          | 6.66 (+1,0) | x           | 6.57 (+1,3) |             |             |             | 6.66 |    |
| 10    | Artem Zasukha         | Ukrajna          | 6.57 (+1,0) | 6.64 (+1,0) | 6.63 (+0,3) |             |             |             | 6.64 |    |
| 11    | Mattia Zagotto        | Olaszország      | 6.62 (+1,9) | 6.46 (+0,2) | x           |             |             |             | 6.62 |    |
| 12    | Vilem Strasky         | Csehország       | x           | 5.70 (+2,1) | 5.36 (+0,9) |             |             |             | 5.70 |    |